# Ynon

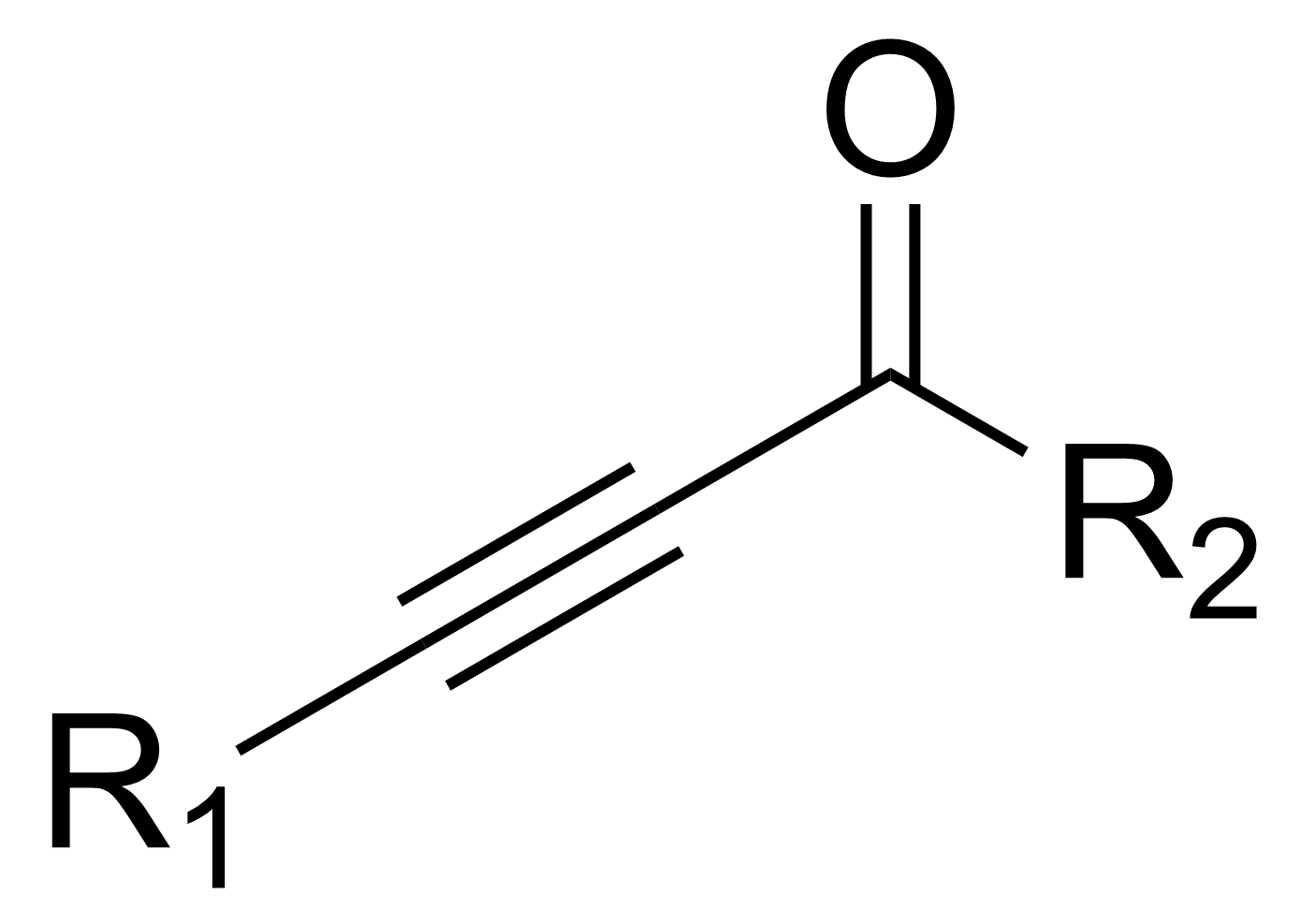
Algemene structuurformule van een ynon.

In de organische chemie is een ynon een keton waarbij de carbonylgroep geconjugeerd is met de drievoudige binding in alfa,bèta-positie; het is dus een alkynylketon. Capilline is een voorbeeld van een ynon dat in de natuur voorkomt.
Een diynon is een ynon met twee drievoudige bindingen aan weerszijden van de carbonylgroep.
Bis-ynonen, moleculen met twee ynoneenheden, ondergaan onder verhoogde temperatuur een intramoleculaire cycloadditie met vorming van furaanderivaten.

## Synthese
Een mogelijke synthese van ynonen is de reactie van een alkynyldimethylaluminium met een acylchloride. Een alkynyldimethylaluminiumverbinding is het reactieproduct van trimethylaluminium en een terminaal alkyn:
Weijiang Sun, Yan Wang, Xuan Wu en Xiaoquan Yao publiceerden een synthese van ynonen via rechtstreekse koppeling van een acylchloride met een terminaal alkyn, gebruik makend van een nanokatalysator op basis van koper:
Andere methoden maken gebruik van een oxidatieve splitsing van een aldehyde, gevolgd door reactie met een hypervalent alkynyljodide, met behulp van goudkatalyse.
Een alternatieve, maar langere, synthesemethode betreft de reactie van een alkynyllithiumverbinding met een aldehyde. Het daaruit gevormde secundaire alcohol kan vervolgens geoxideerd worden met behulp van een Swern-oxidatie.